# Laposfejű macska
A laposfejű macska (Prionailurus planiceps) az emlősök (Mammalia) osztályának ragadozók (Carnivora) rendjébe, ezen belül a macskafélék (Felidae) családjába tartozó faj.

## Előfordulása
A laposfejű macska előfordulási területe Thaiföld legdélebbi részei, a Maláj-félsziget és Szingapúr, valamint Indonéziában a Szumátra és Borneó szigetek, itt beleértve Bruneit is.
A vadonban, becslések szerint körülbelül kevesebb, mint 2500 felnőtt példány él. Fogságban sincs sok ebből a fajból; 10 állatkerti példányról tudunk, és mindegyik ezekből Malajziában található.

## Megjelenése
Ennek a macskafélének fej-testhossza 41–50 centiméter, a farokhossza 13–15 centiméter, a testtömege 1,5-2,5 kilogramm. Szőrzete a fején vörösesbarna színű, hátrafelé haladva elszürkül, a hasi részén fehéresen foltos vagy tarkított. Amint neve is utal rá, a feje lapos és testéhez képest széles; a szemei és a lekerekített fülei távolabb ülnek egymástól, mint azok a házi macska (Felis silvestris catus) esetében. A lábai eléggé rövidek, és visszahúzható karmokban végződnek; mivel a karomtokok elcsökevényesedtek, ennek a macskának nyugalmi állapotban is kilátszanak, legalábbis részben a karmai. Az ujjai között úszóhártya van.

## Életmódja
A laposfejű macska az elsődleges és másodlagos erdők lakója; de majdnem mindig valamilyen vízközelben, mocsaras területen telepszik le. Az alföldeket kedveli. Ha nincs kiútja, akkor az ember közelségét is megtűri. Feltételezhetően magányos és éjjel indul vadászni. Tápláléka békák, halak, rákok, rágcsálók, és az emberi települések mellett, akár tyúkok is lehetnek.

## Szaporodása
A szaporodásáról és élettartamáról alig tudunk; azt is fogságban tartott példányok alapján. A vemhesség körülbelül 56 napot tart. Egy alomban 1-2 kölyök lehet. Úgy a hím, mint a nőstény megjelöli a kifutóját az állatkertben - ebből arra következtethetünk, hogy a vadonban mindkét nembéli állat fenntart magának egy-egy területet. Két fogságban tartott példány 14 évesen pusztult el.

## Képek

A szabad természetben
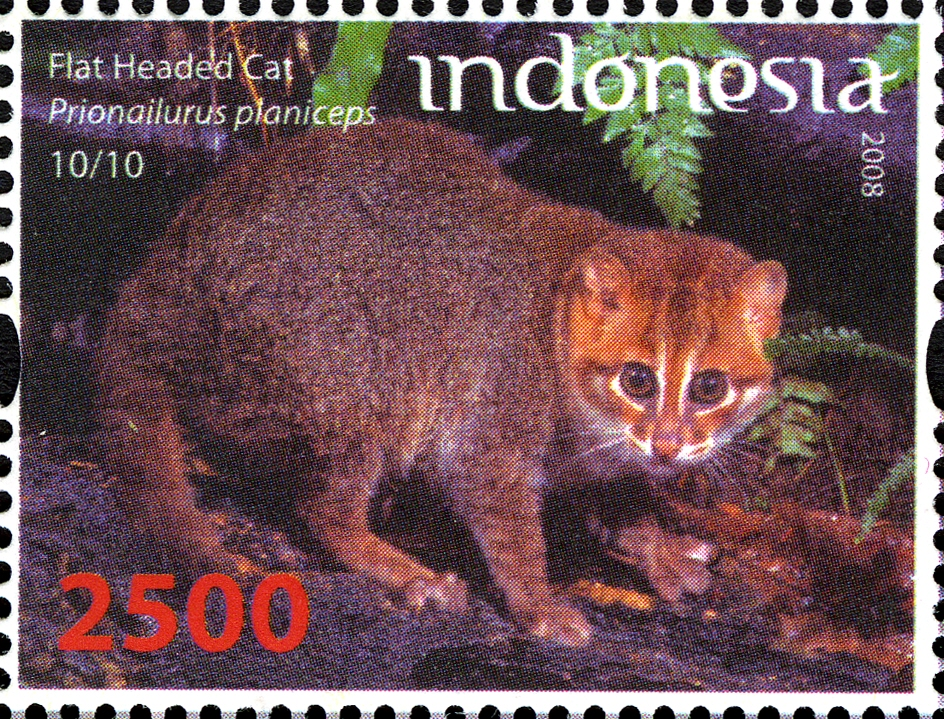
Postabélyegen
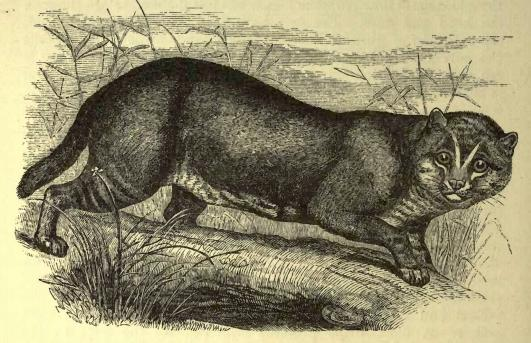
Régi rajz az állatról

### Fordítás
- Ez a szócikk részben vagy egészben  a   Flat-headed cat című angol Wikipédia-szócikk ezen változatának fordításán alapul.  Az eredeti cikk szerkesztőit annak laptörténete sorolja fel. Ez a jelzés csupán a megfogalmazás eredetét és a szerzői jogokat jelzi, nem szolgál a cikkben szereplő információk forrásmegjelöléseként.